# ماتئوس سانتوس
ماتئوس سانتوس (پرتغالی: Matheus Santos؛ زادهٔ ۲۹ ژوئیهٔ ۱۹۹۸) که همچنین با نام ماتئوسینیو نیز شناخته میشود بازیکن فوتبال اهل برزیل است.